# Hermann Stork
Hermann Stork (Alemania, 30 de agosto de 1911-Fráncfort del Meno, 12 de junio de 1962) fue un clavadista o saltador de trampolín alemán especializado en plataforma de 10 metros, donde consiguió ser medallista de bronce olímpico en 1936.

## Carrera deportiva
En los Juegos Olímpicos de 1936 celebrados en Berlín (Alemania) ganó la medalla de bronce en los saltos desde la plataforma de 10 metros, con una puntuación de 110.3 puntos, tras los estadounidenses Marshall Wayne (oro con 113 puntos) y Elbert Root (plata con 110.7 puntos).